# Habar gedir
Els habar gedir (somali: habargidir) són un clan somali, dins de la confederació de clans hawiye. Vien a la Somàlia central i del sud.
Els habar gedir eren poderosos vers el 1700 i estaven sota domini de la dinastia ajuuraan del sultanat de Qalafo; el seu cap portava el títol de fiqi de Shiikhaal i es va aliar amb l'imam dels abgaal en contra del sultà.
D'aquest clan fou Abdullahi Issa, president de la Lliga de la Joventut Somali (Somali Youth League, SYL) primer cap de govern de la Somàlia independent, i el general Muhammad Fara Hassan, àlies Aydid (també Muhammad Farrah àlies Aidid), president després de la caiguda de Siad Barre, que va combatre a les forces americanes en l'anomenada batalla de Mogadiscio el 3 d'octubre de 1993.

## Subclans
- Sacad
- Saleebaan
- Saruur
- Duduble
- Cayr (o Ayr)